# Roestavelilaan

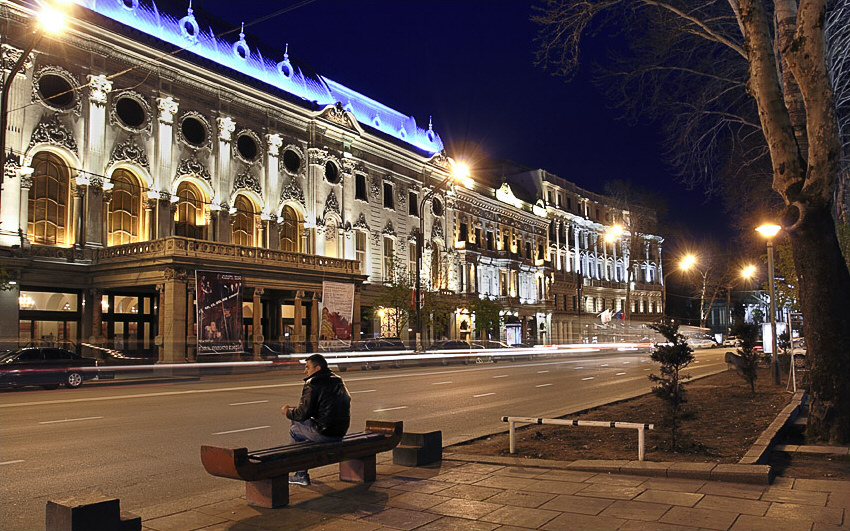
Het Roestavelitheater en Hotel Marriott Tbilisi

De Roestavelilaan (Georgisch: რუსთაველის გამზირი რუსთაველის გამზირი, Roestavelis Gamziri, voorheen bekend als Golovin Prospekt, is een 1,5 kilometer lange laan in het centrum van Tbilisi die vernoemd is naar de middeleeuwse Georgische dichter Sjota Roestaveli. De straat begint aan het Vrijheidsplein aan de rand van het oude stadscentrum en loopt ter hoogte van het Plein van de Eerste Republiek over in de Merab Kostavastraat.
De Roestavelilaan wordt vaak beschouwd als de hoofdweg van Tbilisi omdat er een groot aantal van de overheids-, openbare, culturele en zakelijke gebouwen langs of nabij de laan gelegen zijn. De straat is vaak het toneel van protesten en demonstraties voor het Parlement van Georgië dat aan de Roestavelilaan staat. In 1989 verzamelden zich hier tienduizenden Georgiërs voor een anti-Sovjet protest, dat op 9 april uitmondde in gewelddadige repressie door de Sovjet-Spetsnaz met twintig doden als gevolg. Eind 1991 werd er zwaar gevochten tijdens de coup tegen president Zviad Gamsachoerdia en in 2003 was de straat het centrum van de Rozenrevolutie.
De straat is ook een belangrijke verkeersader van zowel autoverkeer als het openbaar vervoer. Onder de straat ligt de metro van Tbilisi die aan beide uiteinden een halte heeft.